# Codi ATC A10
El  codi ATC A10, descrit com Fàrmacs usats en diabetis, és una subgrup terapèutic de l'Anatomical, Therapeutic, Chemical Classification System (ATC). La classificació ATC és un sistema de codis alfanumèric desenvolupat per l'Organització Mundial de la Salut (OMS) per als fàrmacs i altres productes sanitaris. El subgrup A10 és part del grup anatòmic A Sistema digestiu i metabolisme.

Els codis per a ús veterinari (codis ATCvet) poden han estat creats afegint la lletra Q davant dels codis ATC humans: QA10... 
Les adaptacions estatals de la classificació ATC poden incloure codis addicionals no presents en aquesta llista, que segueix la versió de l'OMS.

## A10AInsulinesi anàlegs
A10A B Insulines i anàlegs d'acció ràpida
A10A C Insulines i anàlegs d'acció intermèdia
A10A D Combinacions d'insulines i anàlegs d'acció intermèdia i acció ràpida
A10A I Insulines i anàlegs d'acció prolongada

## A10B Fàrmacshipoglucemiantsorals
A10B A Biguanides
A10B B Derivats de les sulfonilurees
A10B C Sulfonamides (heterocícliques)
A10B D Biguanides i sulfonamides en combinació
A10B F Inhibidors de l'alfa glucosidasa
A10B G Tiazolinadiones
A10B X Altres fàrmacs hipoglucemiants orals

## A10X Altres fàrmacs usats en diabetis
A10X A Inhibidors de l'aldosa reductasa